# Tarkowo Dolne

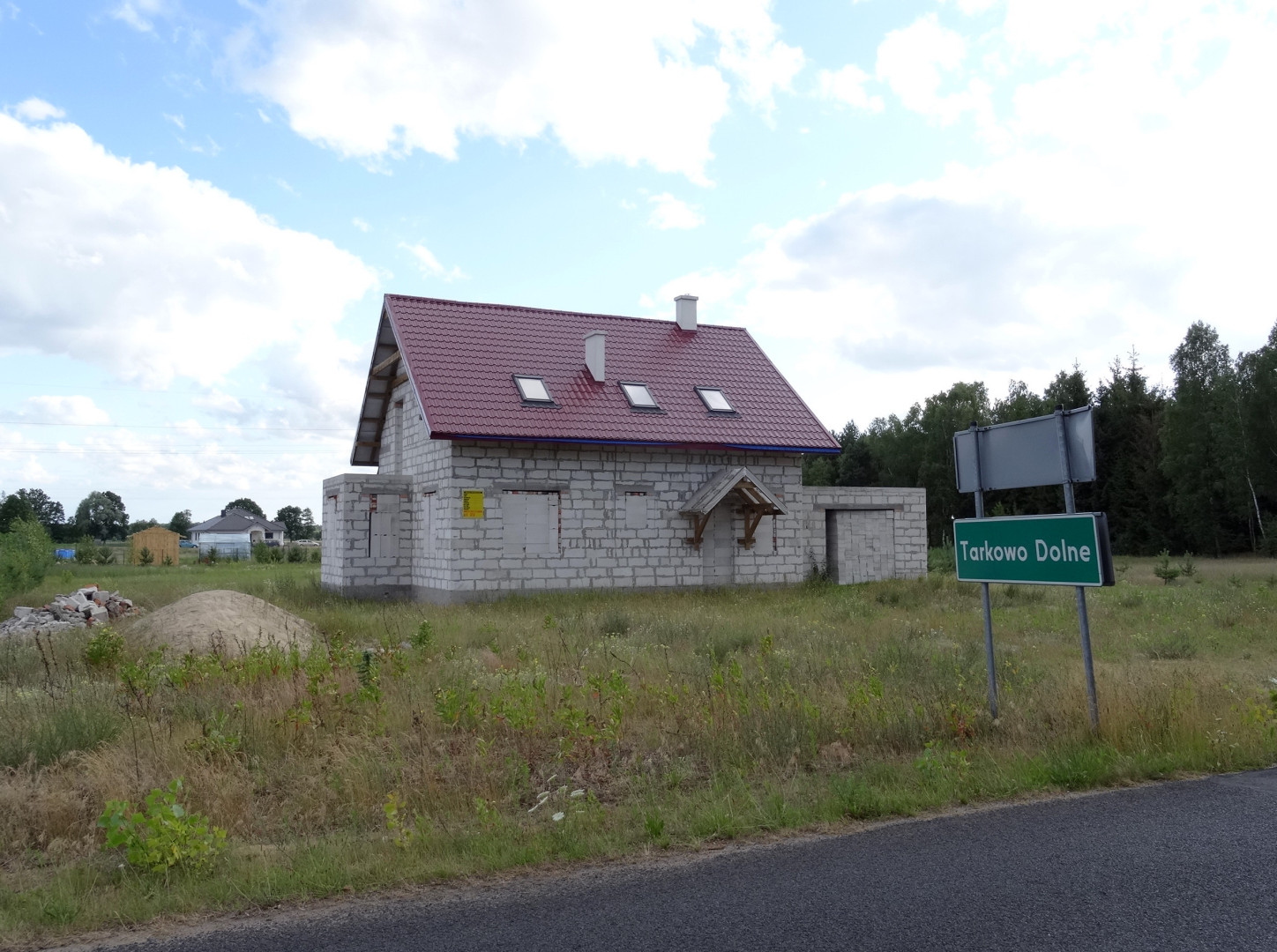
Dom w budowie

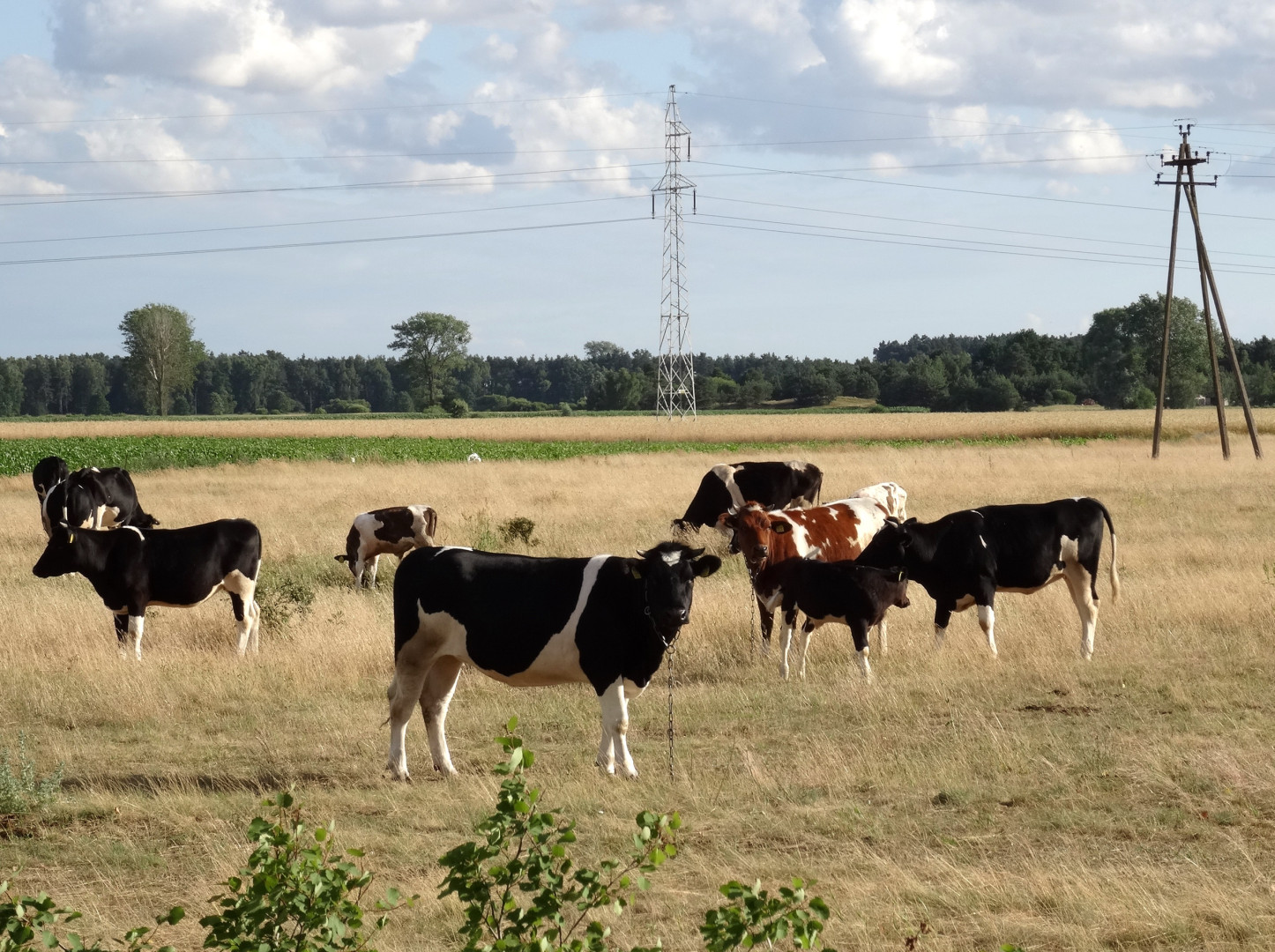
Wypas bydła

Tarkowo Dolne – wieś w Polsce położona w województwie kujawsko-pomorskim, w powiecie bydgoskim, w gminie Nowa Wieś Wielka.
W latach 1975–1998 miejscowość administracyjnie należała do województwa bydgoskiego.

## Położenie
Tarkowo Dolne usytuowane jest na południe od Nowej Wsi Wielkiej w obrębie dużego obniżenia dolinnego odwadnianego na zachodzie przez Noteć (dorzecze Odry) i Zieloną Strugę na wschodzie (dorzecze Wisły). Miejscowość sąsiaduje od zachodu z Dziemionną, od północy z Nową Wsią Wielką i Nową Wioską. Na południu, już na morenowej Wysoczyźnie Kujawskiej (wzniesionej ok. 10 m wyżej) znajduje się Tarkowo Górne. Przez wieś przebiega z północy na południe droga krajowa nr 25 Bydgoszcz-Inowrocław oraz linia kolejowa nr 131. 
Pod względem fizyczno-geograficznym leży w obrębie Pradoliny Toruńsko-Eberswaldzkiej w mezoregionie Kotlina Toruńska.

## Charakterystyka
Tarkowo Dolne to wieś sołecka usytuowana w południowej części gminy Nowa Wieś Wielka. Zabudowa rozciąga się po wschodniej stronie drogi krajowej nr 25 Bydgoszcz-Inowrocław. Terytorium sołectwa obejmuje rozległe tereny dolinne, użytkowane w dużej części jako łąki i pastwiska. Łącznie w sołectwie Tarkowo Dolne jest 216 ha gruntów ornych (w tym tylko 2 ha IV klasy bonitacyjnej, pozostałe to V i VI klasa), 294 ha łąk, 47 ha pastwisk oraz 30 ha lasów.
Na terenie wsi zlokalizowany jest nieczynny cmentarz ewangelicki.

## Historia
W okresie przedrozbiorowym Tarkowo było wsią szlachecką. Miejscowość została wymieniona w rejestrze poradlnego z terenu Kujaw z 1489 r. W XVI wieku Tarkowo należało do parafii rzymskokatolickiej w Pęchowie. Wieś stanowiła własność szlachecką Sośnickich, a od 1764 r. majątek należał do Kraszewskich. W 1583 r. wieś posiadała 6 łanów ziemi uprawnej.
W XVIII wieku w ramach kolonizacji olęderskiej popieranej m.in. przez starostów i wójtów bydgoskich na obrzeżach Puszczy Bydgoskiej – pojawiła się wieś Tarkowskie Olędry. Zapoczątkowało to podział wsi na część górną – szlachecką położoną na wysoczyźnie morenowej i dolną – olęderską położoną w dolinie z torfową glebą i rozległymi łąkami. W Tarkowie Górnym zdecydowanie przeważali katolicy, w Dolnym – ewangelicy. 
Spis miejscowości rejencji bydgoskiej z 1833 r. podaje, że we wsi Tarkowskie Holendry (niem. Tarkower Haulander) mieszkało 115 osób (wszyscy ewangelicy) w 18 domach. Miejscowość należała do parafii ewangelickiej w Łabiszynie. Kolejny spis z 1860 r. podaje, że w Tarkowie Olędrach mieszkało 152 osób (129 ewangelików, 23 katolików) w 17 domach. Najbliższa szkoła elementarna znajdowała się w Nowej Wiosce (ewangelicy) i Lisewie (katolicy).
Słownik geograficzny Królestwa Polskiego dla roku 1884 podaje, że Tarkowskie Olędry (niem. Tarkowo Hauland, potem Kol. Tannhofen) była wsią położoną w powiecie inowrocławskim. Mieszkało tu 206 osób (190 ewangelików, 16 katolików) w 23 domach. Wieś posiadała powierzchnię 224 ha, z czego 112 ha to ziemia uprawna, a 99 ha łąki. Najbliższa poczta i kolej znajdowała się w Nowej Wsi Wielkiej. Miejscowość należała do parafii katolickiej w Pęchowie oraz ewangelickiej w Nowej Wsi Wielkiej. 
W czasie powstania wielkopolskiego (1919 r.) w Tarkowie Dolnym, Krążkowie, Pałczynie i Dąbrówce Kujawskiej stacjonowały polskie wojska powstańcze. Próby podejścia pod Bydgoszcz zakończyły się niepowodzeniem, mimo przejściowych sukcesów, m.in. opanowania Nowej Wsi Wielkiej i Brzozy.  
W styczniu 1920 roku na mocy traktatu wersalskiego miejscowość znalazła się w granicach odrodzonej Polski. Wieś nadal znajdowała się w powiecie inowrocławskim. W 1934 r. w wyniku reformy administracyjnej włączono ją w skład gminy wiejskiej Złotniki Kujawskie. We wsi istniała czteroklasowa szkoła elementarna z niemieckim językiem wykładowym. W 1937 r. szkoła w Złotnikach Kujawskich stała się szkołą zbiorczą, a kilkunastu uczniów z Tarkowa zaczęło uczęszczać do tej szkoły począwszy od klasy czwartej.
Po wojnie zamordowani Polacy ze wsi: Dziemionna, Jakubowo, Januszkowo, Krążkowo, Prądocin i Tarkowo zostali po ekshumacji pochowani na cmentarzu w Lisewie Kościelnym, gdzie w 1965 r. wystawiono im pomnik.
W latach 1945–1954 Tarkowo (łącznie Górne i Dolne) było gromadą wiejską wchodząc w skład gminy Złotniki Kujawskie. W 1947 roku w dyskusjach na temat nowego podziału administracyjnego przedstawiciele wsi opowiadali się za pozostawieniem ich w granicach terytorialnych gminy Złotniki Kujawskie, co motywowane było związkami gospodarczymi i komunikacyjnymi. Po reformie administracyjnej z 25 września 1954 r. miejscowość rozdzielono jednak na dwie części między powiat bydgoski oraz inowrocławski. Przyłączona do gromady Nowawieś Wielka część Tarkowa występuje od 1954 r. pod nazwą Tarkowo Dolne. 13 maja 1955 r. Prezydium Gromadzkiej Rady Narodowej w Nowej Wsi Wielkiej zwróciło się do Prezydium Powiatowej Rady Narodowej w Bydgoszczy o ostateczne wytyczenie granic między wsią Tarkowo Dolne i Tarkowo Górne.
W 1946 roku we wsi istniała jednoklasowa szkoła powszechna. Do 1961 r. była to szkoła pełna, realizująca program 7 klas, po czym placówkę zlikwidowano, a dzieci ze wsi skierowano do obwodu szkolnego w Nowej Wsi Wielkiej. W 1955 roku w Tarkowie Dolnym oddano do użytku świetlicę, a od 1964 r. członkowie Związku Młodzieży Wiejskiej prowadzili we wsi punkt biblioteczny. 
W latach 1958–1961 wieś została zelektryfikowana. W 1964 r. uruchomiono linię autobusową Tarkowo Dolne – Brzoza (24 km). Rok później we wsi uruchomiono klubokawiarnię. W latach 2001–2002 do Tarkowa Dolnego doprowadzono wodociąg.

## Statystyka
Poniżej podano wybrane informacje statystyczne dotyczące wsi Tarkowo Dolne na podstawie Banku Danych Lokalnych GUS.
Narodowy Spis Powszechny 2002 wykazał, że we wsi Tarkowo Dolne mieszkało 328 osób w 109 gospodarstwach domowych. Wykształcenie wyższe lub średnie posiadało 13% populacji. We wsi znajdowały się 71 budynki z 90 mieszkaniami. Połowa mieszkań została wzniesiona przed 1945 rokiem, a jedna trzecia w latach 1989–2002. 
Narodowy Spis Powszechny 2011 odnotował 374 mieszkańców Tarkowa Dolnego. W 2013 r. działalność gospodarczą prowadziło 34 podmiotów, w tym 29 osób fizycznych, 5 osób prawnych, 2 spółki handlowe z udziałem kapitału zagranicznego. Większość to małe i mikrofirmy. Tylko 2 przedsiębiorstwa zatrudniały powyżej 10 osób. 
W latach 2008–2013 oddano do użytku 15 mieszkań – wszystkie w budownictwie indywidualnym. Stanowiło to niecałe 4% nowych mieszkań wzniesionych w tym czasie w całej gminie Nowa Wieś Wielka.